# Salon de Bruxelles de 1884
Le Salon de Bruxelles de 1884 est la vingt-sixième édition du Salon de Bruxelles, exposition périodique d'œuvres d'artistes vivants. Il a lieu en 1884, du 1er septembre au 1er novembre aux musées royaux des Beaux-Arts de Belgique.
Ce Salon est le dix-huitième organisé depuis l'Indépendance de la Belgique en 1831. Les récompenses sont remises sous forme de médailles d'or.  
Le Salon de 1884 a lieu, pour la seconde fois de son existence, aux musées royaux des Beaux-Arts de Belgique, dans le bâtiment alors appelé « palais des Beaux-Arts » édifié selon les plans de l'architecte Alphonse Balat et inauguré le 1er août 1880 par le roi Léopold II.
Le jury d'admission refuse quelque 600 tableaux, dont L'Après-midi à Ostende, œuvre de James Ensor, membre du Groupe des XX qui tient sa première exposition internationale de peinture et de sculpture le 21 février 1884, au palais des beaux-arts, le même lieu que le Salon de 1884.

## Organisation
Pour chaque exposition, les dates et l'organisation générale sont fixées par arrêté royal, sur proposition du ministre responsable. La commission directrice de l'exposition est ensuite nommée par arrêté ministériel, le règlement de l'exposition est également fixé par arrêté ministériel. Chaque Salon est donc géré par une commission directrice distincte.

## Contexte
Ce Salon est le dix-huitième organisé depuis l'Indépendance de la Belgique en 1831. Le Salon a lieu, pour la première fois de son existence, aux musées royaux des Beaux-Arts de Belgique, dans le bâtiment alors appelé « palais des Beaux-Arts » édifié selon les plans de l'architecte Alphonse Balat et inauguré le 1er août 1880 par le roi Léopold II. La comtesse de Flandre, belle-sœur du roi, expose une gravure intitulée Escalier dans le rocher.
L'exposition de 1884 débute le 1er septembre. Le roi Léopold II et la reine Marie-Henriette assistent à l'ouverture solennelle du Salon et sont reçus par Auguste Beernaert, ministre de l'agriculture, des travaux publics et des beaux-arts et par Alphonse Balat, président de la commission de l'exposition.

## Catalogue

### Données générales
Alors que le Salon de 1881 comprenait plus de 1328 numéros, l'édition de 1884 en propose 1421, en dépit de l'exclusion massive de quelque 600 tableaux refusés après un double examen. Les objets sont répartis comme suit : 992 peintures, 233 dessins, aquarelles, gravures et lithographies, 179 sculptures et 17 pour l'architecture.

### Décisions du jury d'admission

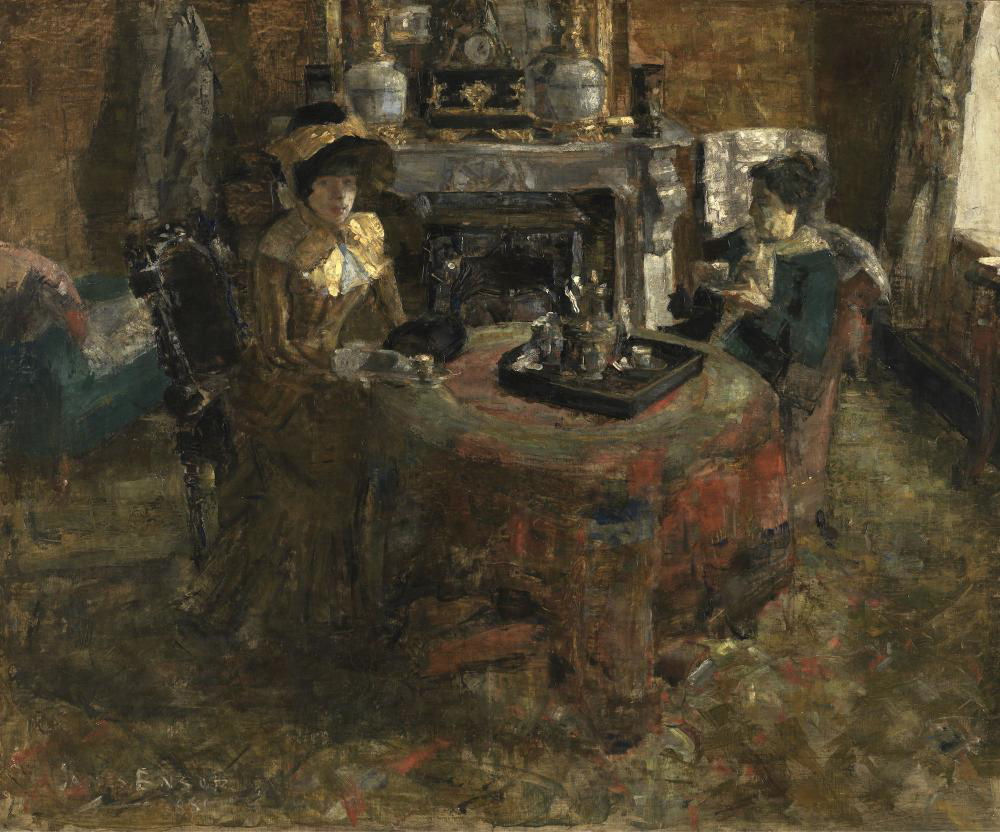
James Ensor, Après-midi à Ostende (1881) refusé au Salon de 1884.

Le jury d'admission refuse d'exposer L'Après-midi à Ostende, œuvre de James Ensor, alors qu'il avait accepté en 1881 d'exposer La Musique russe. Camille Lemonnier évoque une inexplicable rigueur à l'endroit du peintre, un artiste incomplet, mais intéressant, membre du Groupe des XX fondé en 1883. Max Waller s'indigne que l'on ait rejeté un Ensor et accepté un Hippolyte Wulffaert. D'autres rejets ont été prononcés, notamment à l'égard de Guillaume Vogels, également membre du Groupe des XX. Ce cercle vient de tenir sa première exposition internationale de peinture et de sculpture du 21 février au 2 mars 1884 au palais des Beaux-Arts, le même lieu que le Salon de 1884. Toutefois, les œuvres des sculpteurs Jef Lambeaux, et Paul Du Bois, également membres des XX, sont acceptées. En revanche, L'Indépendance belge approuve la sévérité des admissions afin d'éviter la médiocrité des expositions et estime que le Salon de 1884 est bon. Les vastes dimensions du palais des beaux-arts ont permis de donner de bonnes places à tous les artistes. En réaction, Auguste De Lathouwer d'autres artistes comme Désiré Cox, Louis Dumont, Jean Hill et Paul Parmentier créent un salon des refusés qui ouvre ses portes le 11 octobre 1884 à l'hôtel des ventes, boulevard Anspach.

### Peinture

#### Aspect général
L'aspect général du Salon est bon. Le placement a été effectué judicieusement. Les vastes dimensions du palais se prêtent à accorder de bonnes places à chaque artiste. La lumière est généreusement répartie dans les salles. Les tableaux remplissent les galeries, tribunes et salles de l'étage. Dans le salon carré figure Peste de Tournai de Louis Gallait qui fait face à L'Âge de la pierre polie, retour d'une chasse à l'ours de Fernand Cormon. Les œuvres provenant de France sont assez nombreuses et ont été envoyées par Léon Bonnat, Émile Breton, Henri Fantin-Latour, Eugène Claude, Henri Gervex, Ferdinand Heilbuth ou encore Évariste-Vital Luminais. Les artistes hollandais sont notamment représentés par Bernard Blommers, Jozef Israëls, Willem Maris et Hendrik Willem Mesdag. L'école allemande est également présente, de même que quelques peintres hongrois. De manière générale le paysage et le portrait dominent moins que lors de l'édition précédente.

#### Sélection de peintures
Les Français ont envoyé des tableaux de mérite, tel Jeanne d'Arc de Jules Bastien-Lepage, exprimant une vraie émotion, ce que le tableau de Louis Gallait, La Peste à Tournai en 1092, ne parvient pas à atteindre en raison de sa théâtralité qui sent le suranné. Fernand Cormon et Alfred Verwée tournent dans le même cercle du convenu. Ce dernier, représentant souvent des vaches, se repose tant sur ses études antérieures, se souciant davantage de la nature davantage présente dans l'imagination que devant les yeux. Il en résulte une impression de froideur, impression que conteste Max Weller qui voit en Alfred Verwée l'auteur talentueux d'hymnes à la nature. La Vieille ferme de Jan Stobbaerts est d'une puissance peu commune par sa coloration vigoureuse, solide et réelle, son dessin caractéristique se modelant dans la pâte sans accuser sèchement les contours. Plusieurs peintres animaliers sont présents : François Backvis (Bœufs attaqués par des loups), Josse Impens (Intérieur d'étable), ou encore Rosa Venneman (Animaux au bord de l'eau).
Selon le Journal de Bruxelles, le chef-d'œuvre du Salon est Départ pour les Indes d'un détachement de soldats coloniaux hollandais de Jozef Israëls qui exprime une émotion intense de cette scène si simple en apparence et si dramatique en réalité. Pour Camille Lemonnier, Alfred Stevens demeure un surprenant coloriste dans sa Marine bleue et ses Papillons, avis partagé par Max Waller qui juge ses toiles comme des modèles de maîtrise. Arthur Bouvier expose plusieurs marines, de même qu'Adrien Le Mayeur. Henri de Braekeleer propose notamment : La Toilette, qui saisit la lumière pour la faire passer dans la vie dolente des vieilles maisons flamandes, Le Joueur de cor et Le fumeur.
De nombreux artistes anversois ou résidant aux alentours exposent leurs œuvres, parmi eux : Léon Abry, Fernand Adriaenssens, Charles Boland, Léon Brunin, Émile Claus, Florent Crabeels, Henri de Braekeleer, Théodore Cleynhens, Edouard De Jans, Jacques Doré, Edgard Farasyn, François Lamorinière, Charles Mertens, Isidore Meyers, Joseph Nauwens Henri Permeke, Henry Rul, Jean-Emmanuel Van den Bussche, Pierre Jean Van der Ouderaa et Théodore Verstraete.

### Galerie d'œuvres exposées au Salon de Bruxelles de 1884

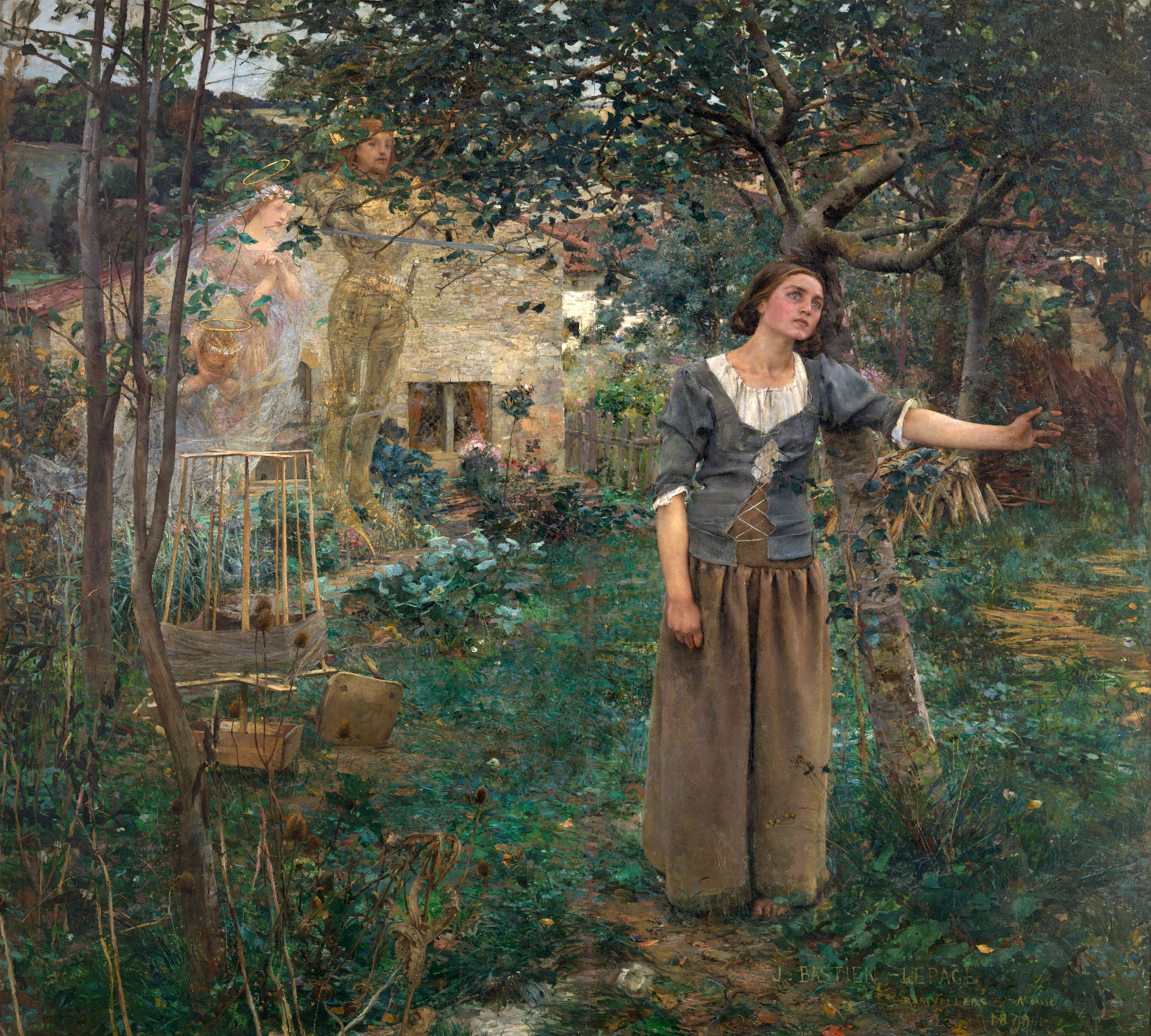
Jules Bastien-Lepage, Jeanne d'Arc (1879).
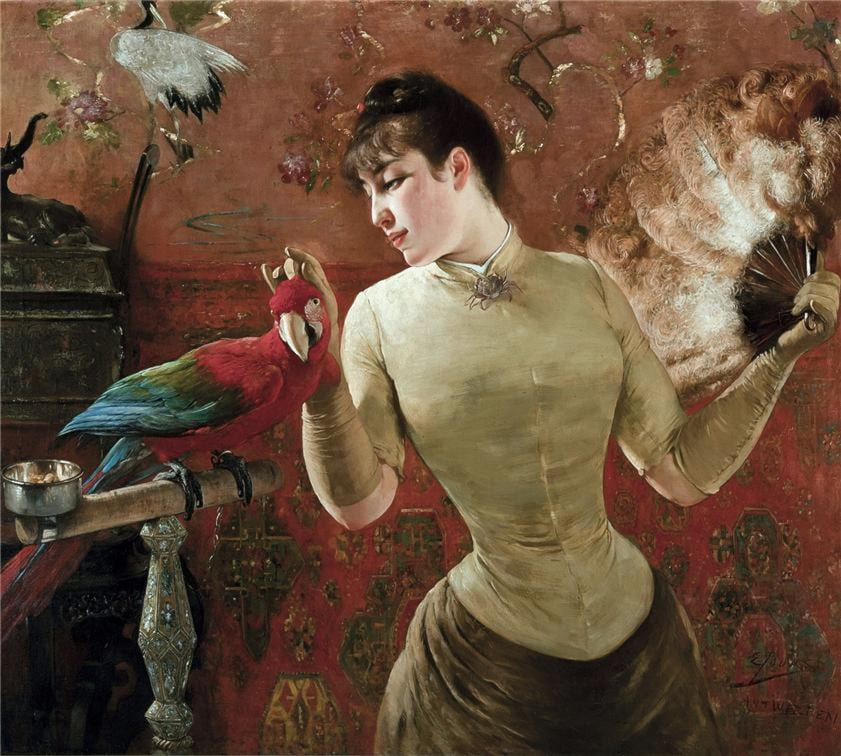
Eugène Joors, Dame avec un perroquet.
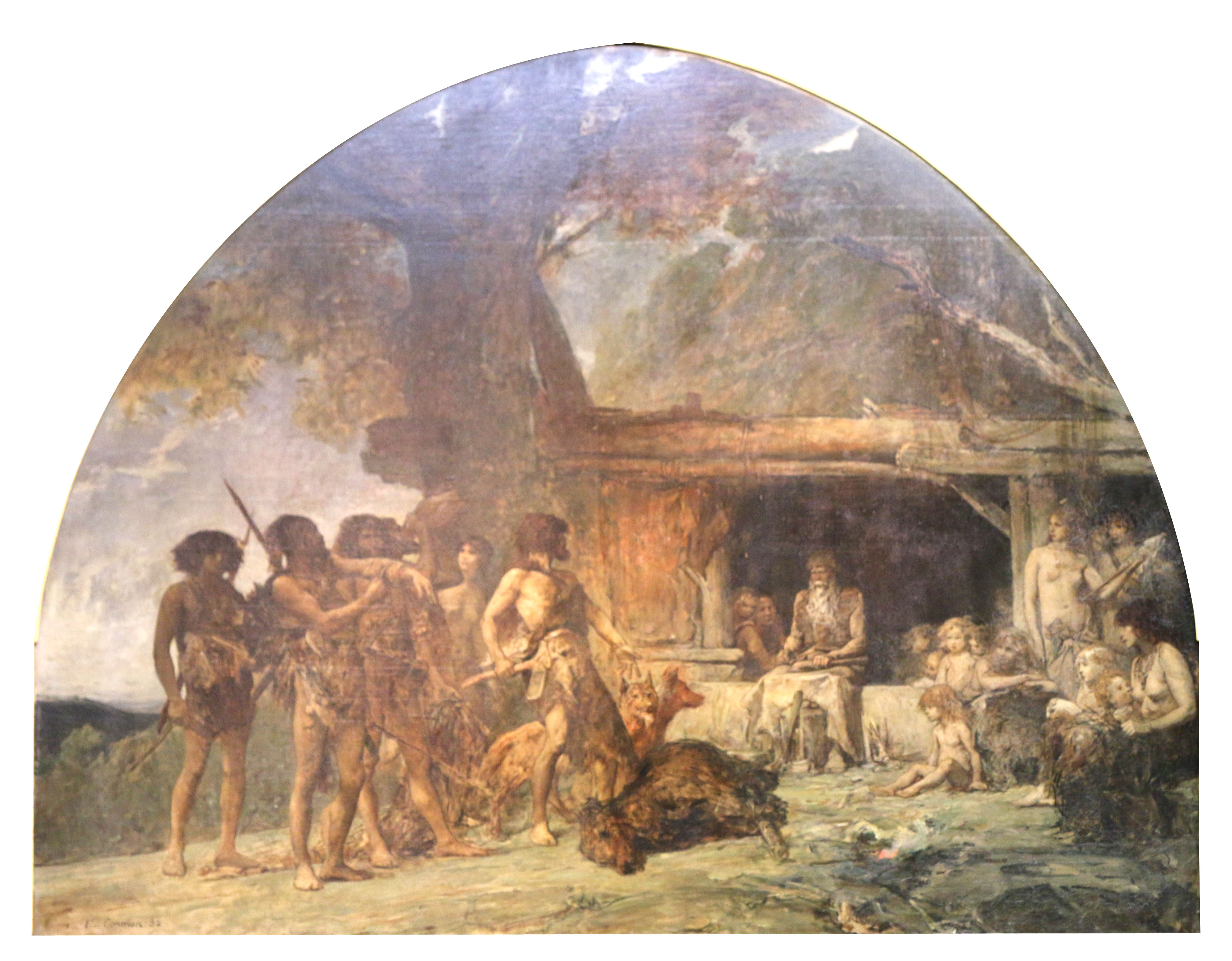
Fernand Cormon, Retour d'une chasse à l'ours (1884).
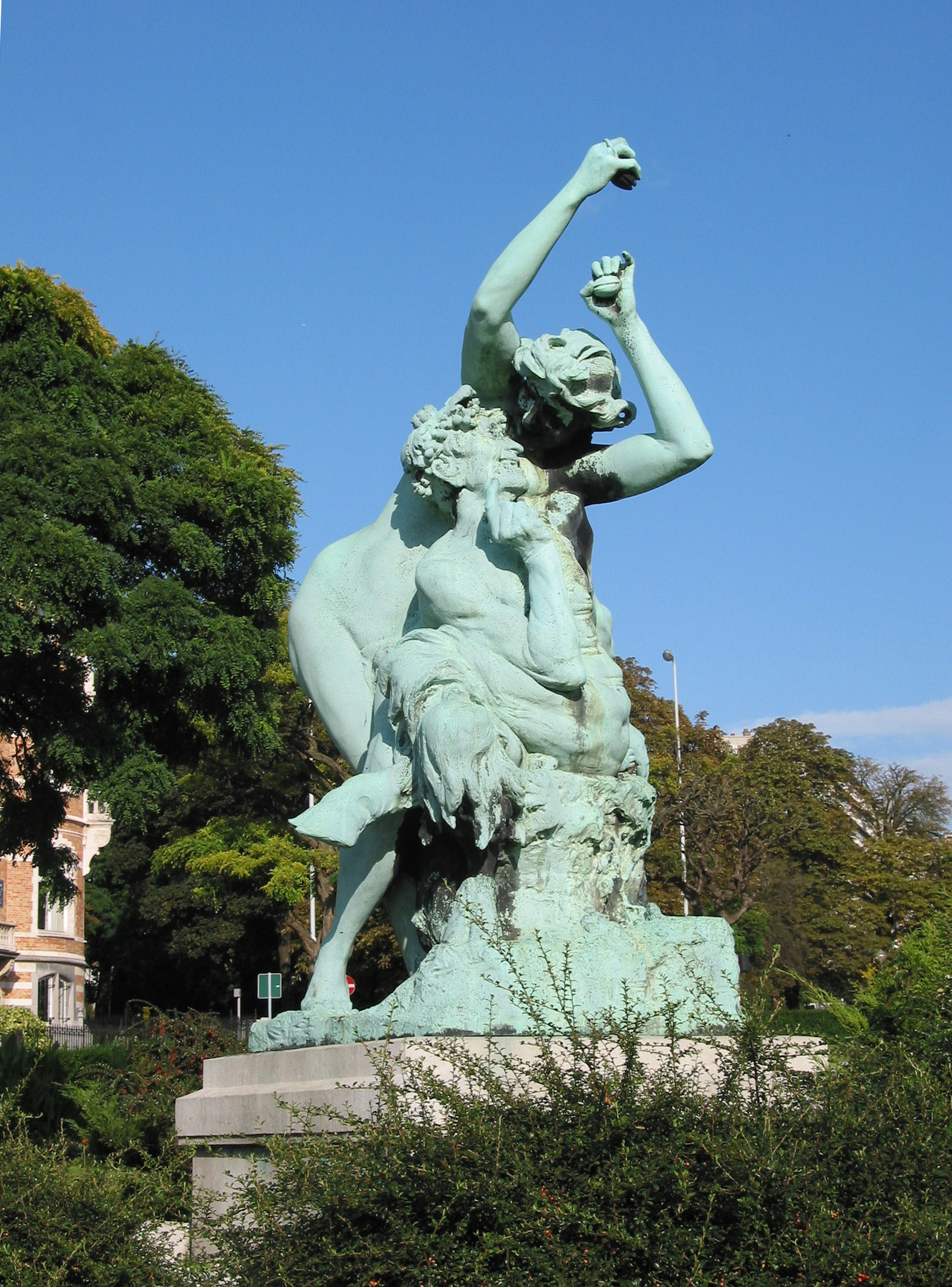
Jef Lambeaux, La Folle chanson (version de 1898).

### Sculpture
Comme à l'exposition d'art historique de 1880 et au Salon de Bruxelles de 1881, la sculpture occupe la grande nef du bas du palais des beaux-arts. En raison des difficultés inhérentes au transport des sculptures, les envois de l'étranger sont toujours rares. Cependant, douze sculpteurs français ont envoyé leurs œuvres, parmi lesquels Eugène Delaplanche.
Max Waller estime le nombre de sculptures de valeur élevé et place au premier rang Jef Lambeaux et sa Folle chanson, ainsi que Louis Devillez et son bas-relief Salomé. Georges Van der Straeten expose un buste de mérite, mais il a dû, le jour même du vernissage retirer sa Fantasia, une statuette à laquelle l'artiste a ajouté en dernière heure, un accessoire (un polichinelle) jugé ridicule par le jury. Élève de Jef Lambeaux, Jules Lagae a réalisé un Abel d'un grand effet, de même que Hippomène de Paul Dubois.

## Résultats

### Ordre de Léopold
En vertu des arrêtés royaux du 22 novembre 1884, les neuf artistes suivants sont promus ou nommés dans l'ordre de Léopold :
- Deux commandeurs : François-Antoine Bossuet et Paul Clays, tous deux artistes peintres ;
- Un officier : Alexandre Markelbach, artiste peintre à Bruxelles ;
- Six chevaliers : Charles Brunin, sculpteur, Évariste Carpentier, peintre, Franz Courtens, peintre à Bruxelles, Félix Cogen, peintre à Bruxelles, Jacques comte de Lalaing, peintre et Edmond Constant Serrure, architecte.

### Médailles d'or
Sur proposition du jury des récompenses au gouvernement, cinq médailles d'or, sont décernées, en vertu de l'arrêté royal du 25 octobre 1884, aux artistes suivants qui ont fait preuve du talent le plus distingué : 
- Trois pour la peinture : Edouard De Jans d'Anvers, Émile Seeldrayers de Bruxelles et Jozef Israëls de La Haye ;
- Deux pour la sculpture : Julien Dillens, statuaire à Bruxelles et André Paul Arthur Massoulle, statuaire à Paris.

Le Salon de 1884 est le dernier à l'issue duquel des médailles d'or sont octroyées.

### Entrées et recettes
Le Salon de 1884 a accueilli 54 731 visiteurs et réalisé des recettes de 38 504 francs, contre 42 027 francs en 1881.

### Catalogue
- Catalogue, Exposition générale des Beaux-Arts de 1884, catalogue explicatif, Bruxelles, V Charles Vanderauwera, 1884, 165 p..